# Cyjanotypia

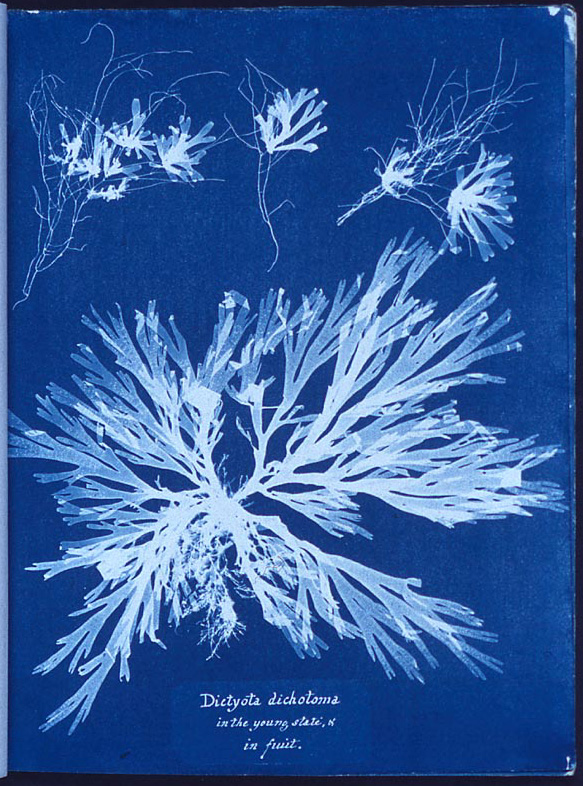
Anna Atkins, Dictyota dichotoma, cyjanotypia (z publikacji British Algae: Cyanotype Impressions, 1843–1853)

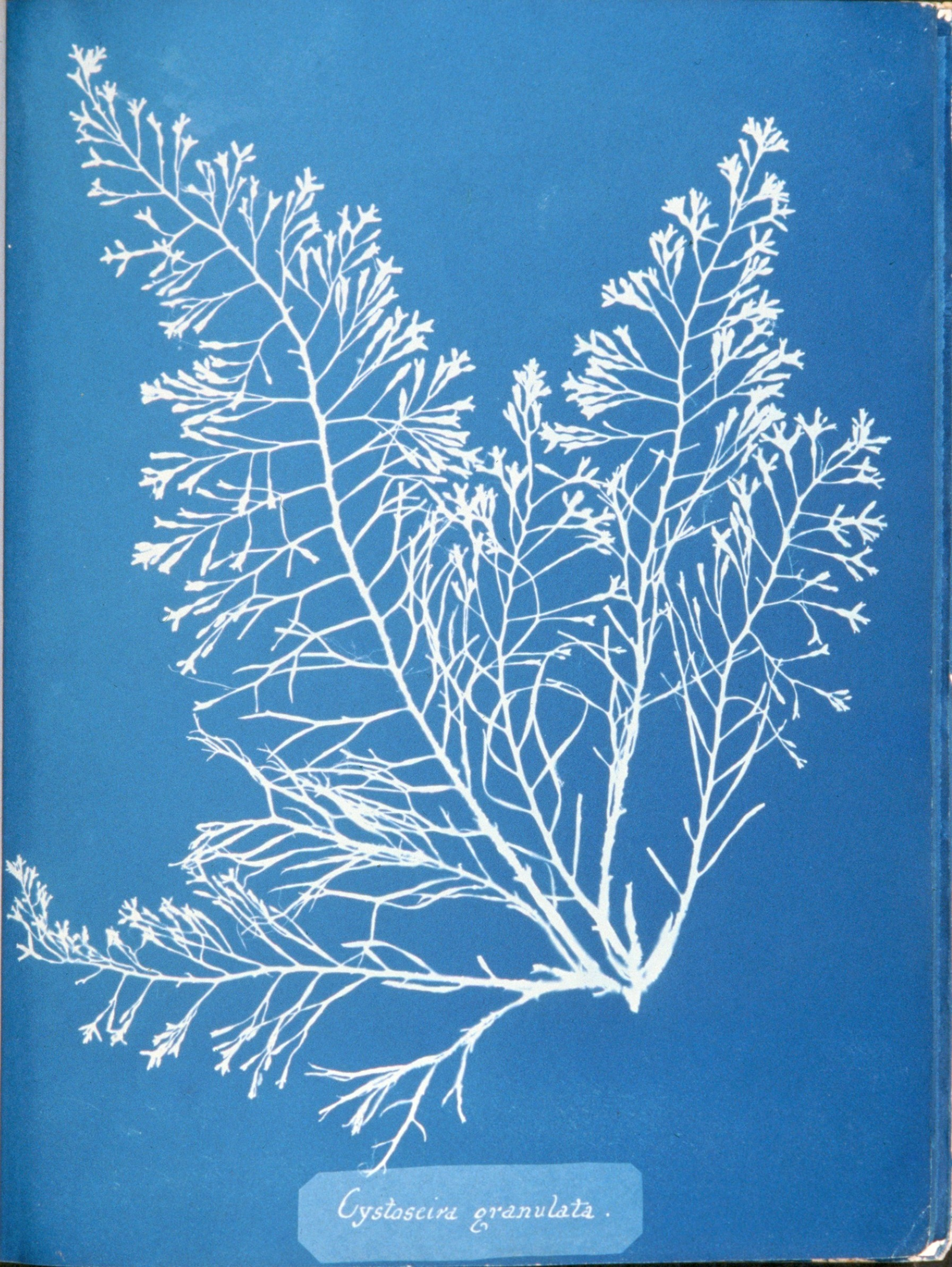
Anna Atkins, Cystoseira granulata, cyjanotypia (z publikacji British Algae: Cyanotype Impressions, 1843–1853)

Budowa Biblioteki Kongresu, 1893, cyjanotypia

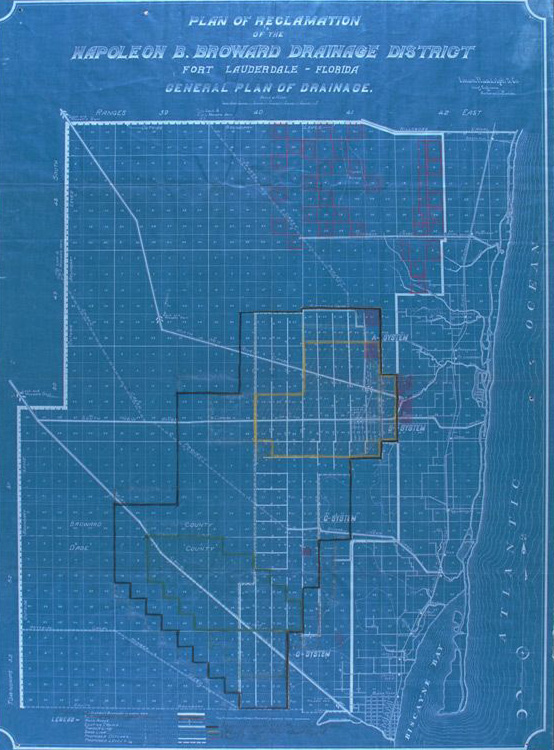
Cyjanotypowa kopia (blueprint) planu Broward Drainage District, 1921

Cyjanotypia – technika fotograficzna wykorzystująca światłoczułość soli żelaza, charakteryzująca się monochromatycznym zdjęciem fotograficznym w kolorze niebieskim, tworzonym przez błękit pruski. Wynaleziona w 1842 roku, początkowo pozwalała na otrzymywanie obrazu negatywowego i w takiej wersji była do około połowy XX wieku wykorzystywana w reprografii. Używano jej także do otrzymywania obrazów bez użycia aparatu fotograficznego, czego czołowym przykładem są wykonane w cyjanotypii ilustracje Anny Atkins przedstawiające odbite na papierze algi morskie. Cyjanotypowa technika pozytywowa została udoskonalona w 1877 roku, a dzięki niskim kosztom i łatwemu wykonaniu stosowana była również przez fotografów-amatorów w celu otrzymania odbitek z negatywu metodą stykową.

## Historia
Wynaleziona została przez Sir Johna Herschela, który opisał ją w 1842 r. w opracowaniu pt. On the Action of the Rays of the Solar Spectrum on Vegetable Colours and on Some New Photographic Processes i zaprezentował 16 czerwca tego roku w Royal Society of London. Pierwotnie technika opracowana przez Herschela pozwalała na otrzymywanie negatywów. Stworzył on także jej wersję pozytywową, jednak wymagała ona ulepszeń, które w 1877 r. wprowadził Henri Pellet. Herschel nie opatentował wynalezionej przez siebie techniki. Sam wykorzystywał ją do kopiowania rycin i notatek. Jednym z najwcześniejszych przykładów zastosowań cyjanotypii były prace zajmującej się amatorsko botaniką Anny Atkins, córki naukowca Johna George'a Childrena. W 1840 roku razem z ojcem zainteresowali się technikami opracowanymi przez Williama Foxa Talbota: kalotypią i photogenic drawing. Dwa lata później Atkins zapoznała się z techniką cyjanotypii, wynalezioną przez Herschela, przyjaciela ich rodziny. Wykorzystała ją do stworzenia ilustracji do swojej książki na temat alg: British Algae: Cyanotype Impressions, opublikowanej w latach 1843–1853. Była to pierwsza w historii książka ilustrowana fotografiami, wyprzedzająca o kilka miesięcy publikację The Pencil of Nature Talbota, której często przyznaje się pierwszeństwo w tym zakresie.
Cyjanotypia była techniką tańszą i łatwiejszą od technik srebrowych, wykorzystywanych w fotografii w tym czasie. Na szerszą skalę zaczęła być wykorzystywana po roku 1872, kiedy paryski producent Marion et Cie zaczął sprzedawać papier ferro-prussiate, czyli gotowy, światłoczuły papier do wykonywania cyjanotypowych kopii planów. Do około połowy XX wieku cyjanotypię stosowano w reprografii jako technikę służącą do kopiowania dokumentów (w języku angielskim uzyskana w ten sposób kopia nazywana jest blueprint). W XIX wieku używali jej fotografowie-amatorzy, ale ze względu na jej niebieski kolor odrzucała ją część fotografów zawodowych, uznając za technikę niższej rangi. Do profesjonalnych fotografów stosujących cyjanotypię należeli m.in. Henri Le Secq i Edward S. Curtis; z kolei Eadweard Muybridge w cyjanotypii wykonywał robocze odbitki, poprzedzające wykonanie właściwych odbitek w bardziej szlachetnych technikach. Cyjanotypia wykorzystywana była także w fotografii dokumentacyjnej, utrwalającej duże przedsięwzięcia inżynieryjne, takie jak budowa Forth Bridge i Kanału Panamskiego.
Podobnie jak inne dawne techniki fotograficzne, tak i cyjanotypia została w latach 60 XX wieku ponownie odkryta przez współczesnych fotografów jako jedna z alternatyw dla powszechnie wówczas wykorzystywanej techniki żelatynowo-srebrowej.

## Technika
Przy bladym świetle lub w ciemni papier albo inne podłoże (np. tkanina) pokrywane jest roztworem soli żelaza(III) (współcześnie jest to zwykle cytrynian amonu-żelaza(III)), żelazicyjanku potasu i wody, który tworzy warstwę światłoczułą w kolorze żółtozielonym. Po wysuszeniu papier jest naświetlany stykowo, tj. poprzez bezpośrednie zetknięcie z negatywem i wystawienie na światło słoneczne lub sztuczne, zazwyczaj w kopioramce. Technikę wykorzystywano także do tworzenia fotogramów, czyli obrazów otrzymywanych bez użycia aparatu fotograficznego i negatywu, poprzez umieszczenie na uczulonym papierze przedmiotów lub roślin (tak jak robiła to Atkins). W wyniku zachodzącej pod wpływem światła redukcji kationu żelaza w cytrynianie amonu-żelaza(III) i reakcji z żelazicyjankiem potasu powstaje błękit pruski. Po naświetleniu odbitka jest płukana i suszona. Możliwe jest także jej tonowanie, dzięki czemu obraz uzyskuje kolor fioletowy, zielony, brązowy, czerwony, a nawet czarny.